# ラディスラウス・ポストゥムス
ラディスラウス・ポストゥムス（ドイツ語/ラテン語：Ladislaus Postumus, 1440年2月22日 - 1457年11月23日）は、オーストリア公（在位：1440年 - 1457年）、ハンガリー国王（在位：1444年 - 1457年）、ボヘミア国王（在位：1453年 - 1457年）。チェコではラジスラフ・ポフロベク（Ladislav Pohrobek）、ハンガリーではラースロー5世（V. László）と呼ばれる。
父はローマ王兼ハンガリー国王、ボヘミア国王アルブレヒト2世、母は神聖ローマ皇帝ジギスムントの娘エリーザベト。テューリンゲン方伯ヴィルヘルム3世の夫人アンナとポーランド国王カジミェシュ4世の妃エリーザベトの弟。

## 生涯
ラディスラウスはローマ王アルブレヒト2世（ハンガリー国王・ボヘミア国王を兼ねた）と神聖ローマ皇帝ジギスムントの娘エリーザベトの一人息子として、ハンガリーのコマーロム（現在のスロヴァキア領コマールノ）に生まれた。ポストゥムスは父親の死後に生まれたことを意味する異称で、アルブレヒト2世の死の4か月後に出生したために付けられた。誕生後ただちにオーストリア公とハプスブルク家の家督を継ぎ、名目上のハンガリー国王に選出された。しかしローマ王に選ばれたのは、亡父の又従弟でハプスブルク家傍系のインナーエスターライヒ（内オーストリア）領主フリードリヒ3世だった。
ハンガリーの貴族身分（等族）はアルブレヒト2世の後継者としてポーランド国王ヴワディスワフ3世（ウラースロー1世）を新王に選出した。しかし嬰児ラディスラウスの母エリーザベトはヴィシェグラードの護衛の手からハンガリー王冠を盗み取らせ、自分の侍女ヘレーネ・コッタナーにヴィーナー・ノイシュタットまで運ばせた。伝説によれば、ハンガリー王冠の頂上部にある十字架が斜めに曲ったのは、コッタナーが運んだ時に王冠を傷めたためだとされる。エリーザベトは1440年5月15日、セーケシュフェヘールヴァールでラディスラウスの戴冠式を執り行った。
エリーザベトは1442年に死去するが、その際にフリードリヒ3世を幼いラディスラウスの後見人に指名した。フリードリヒ3世は幼児をオルト城に囚人のように閉じ込めると、オーストリアを自分の領土同然に支配するようになった。1444年11月10日、ヴァルナの戦いでウラースロー1世が戦死すると、ハンガリーの等族は多くの人々の反対を押し切り、ラディスラウスをハンガリー国王に選出した。彼らはウィーンに代表団を派遣し、フリードリヒ3世に対してラディスラウスとハンガリー王冠を引き渡すよう願い出たが、フリードリヒ3世はこれを拒んだ。そのため、ハンガリーではフニャディ・ヤーノシュが摂政として統治し、国王不在のボヘミアでもフス派の頭目イジーが摂政に就任した。

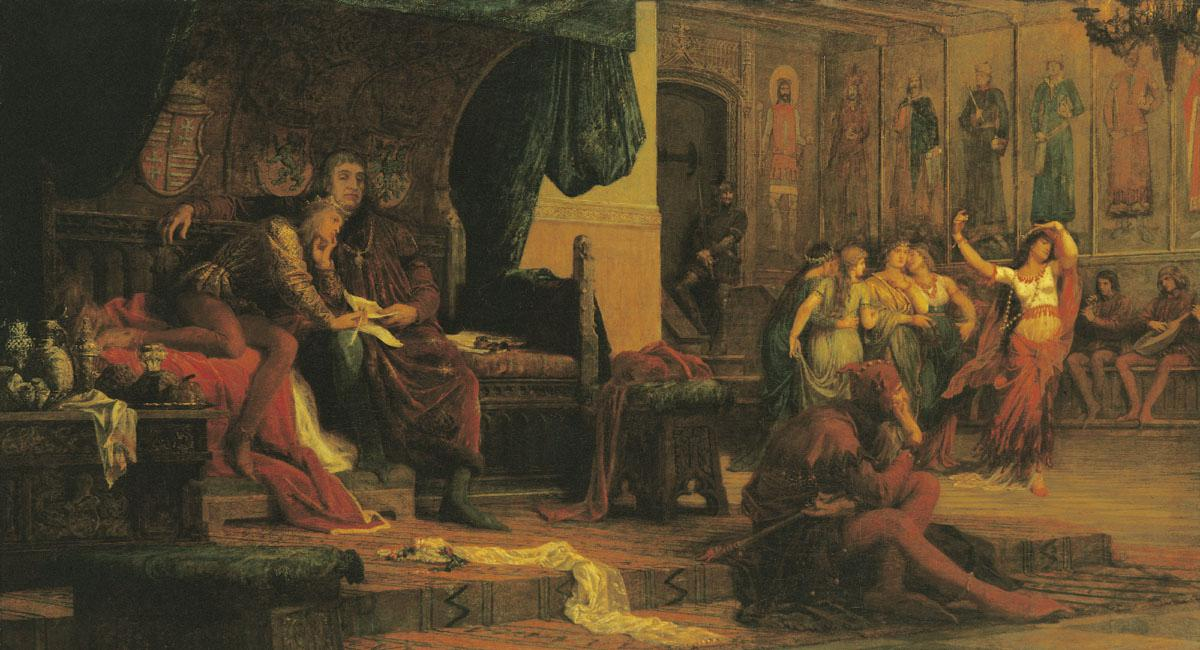
ラディスラウスとツェリェ伯ウルリク2世、セーケイ・ベルタラン画、1870年

1450年以後、ラディスラウスを自由の身にするよう求めるオーストリア貴族の声は高まっていった。1452年、彼らはウルリヒ・フォン・エイチンクとツェリェ伯ウルリク2世の指導下にマイルベルク連盟（Mailberger Bund）を結成し、フリードリヒ3世に無理やりラディスラウスを解放させた。帝国諸侯の一員であるツェリェ伯ウルリク2世は、スロヴェニアの大貴族かつボスニア王位の相続人で、ラディスラウスの母エリーザベトの母方の従兄であった。ツェリェ伯はエイチンクとの権力闘争に勝利すると、少年王の新たな後見人となり、幼君に代わってハンガリー王国を統治し始めた。
1453年10月28日、13歳のラディスラウスはボヘミア国王として戴冠すると、以後は主にプラハもしくはウィーンで暮らすようになった。ツェリェ伯もラディスラウスも、ハンガリーに対するトルコ人の脅威にはまるで無関心であった。さらにツェリェ伯はオスマン国家との戦いを主に担っていた前摂政フニャディ・ヤーノシュに対し、次第に敵意を抱くようになった。フニャディが死ぬと、ラディスラウスは1456年10月に開催されたフタクの議会で、ツェリェ伯にハンガリー軍総司令官の職を与えた。しかし翌月、ツェリェ伯はベオグラードでフニャディの息子フニャディ・ラースローの手先に暗殺され、ラディスラウスは1457年3月16日にフニャディを処刑した。この処刑事件はハンガリーで大規模な反乱を引き起こすことになり、国王はプラハに逃れた。
1457年11月23日、ラディスラウスはプラハで急死した。フランス国王シャルル7世の娘マドレーヌとの結婚の準備が進められていた矢先のことであり、ボヘミアの反国王派による毒殺が長く疑われていたが、1985年に死因が白血病であったことが判明した。白血病はラディスラウスの時代にはまだ、存在が認識されていなかったのである。
オーストリアは神聖ローマ皇帝戴冠を果たしていたフリードリヒ3世とその弟アルブレヒト6世に相続された。ハンガリーでは処刑されたフニャディ・ラースローの弟マーチャーシュが新王に選出され、ボヘミアではイジー・ス・ポジェブラトが王位に就いた。マーチャーシュとイジーの死後にハンガリーとボヘミアの国王に選出されたウラースロー2世はラディスラウスの甥にあたる。